# Historia del Fútbol Club Barcelona (2010-2020)
La historia del Fútbol Club Barcelona de los años 2010 se inicia con un cambio de presidente del club el 1 de julio de 2010. Sandro Rosell sustituye a Joan Laporta, que durante siete años dirigió la entidad. La década del 2010 para el club comienza con un equipo en lo más alto del fútbol mundial, el "Pep Team".
En el apartado económico, Rosell asumió el compromiso de recortar una deuda desbocada por fichajes y primas por objetivos que se cifraba en junio de 2011 en 483 millones de euros. En enero de 2014 Josep Maria Bartomeu le sucede en el cargo de presidente, consiguiendo la reelección en los comicios de julio de 2015.

## Temporada 2010/11

### El club

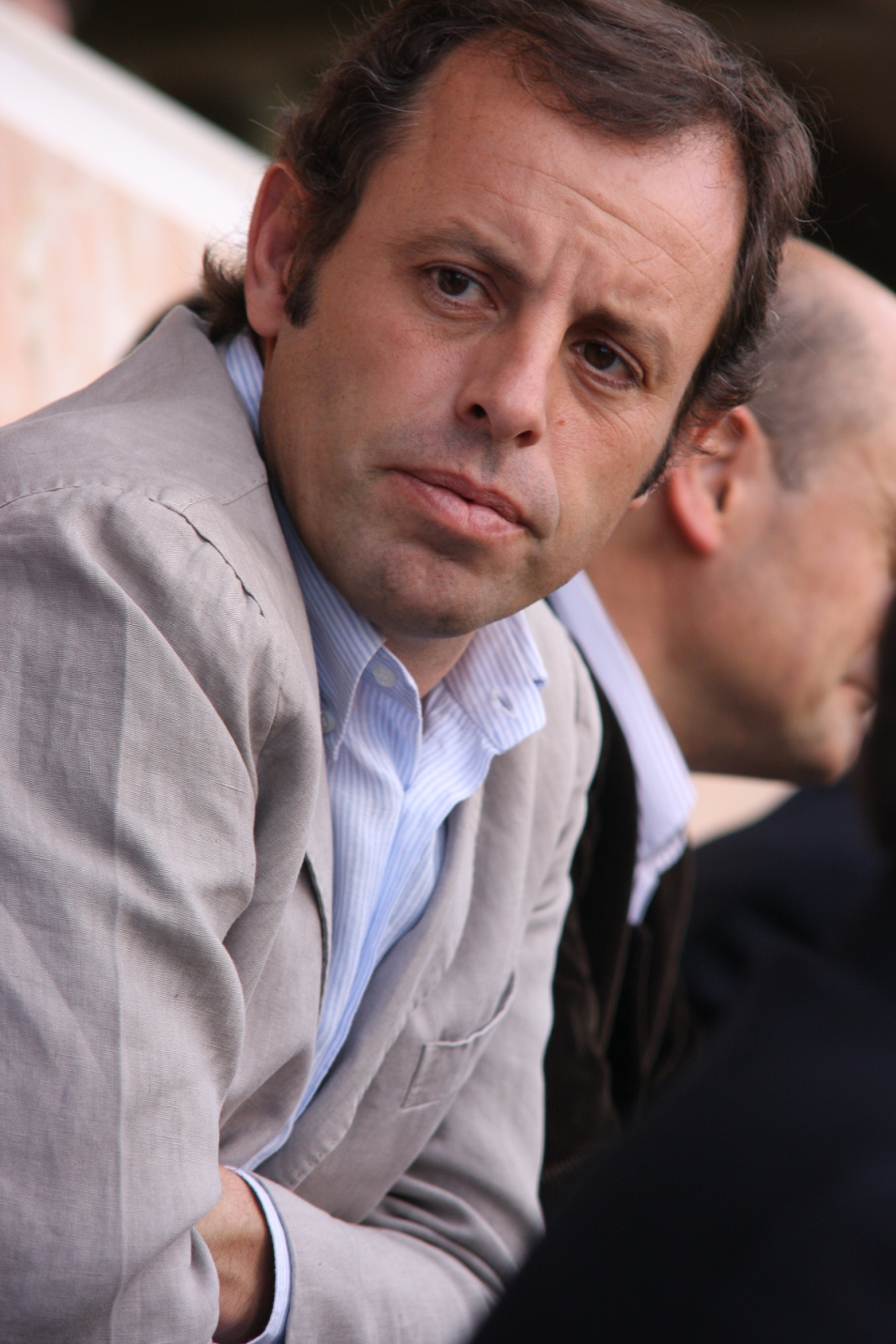
Sandro Rosell.

- Presidente: Sandro Rosell (primera temporada).
- Número de socios a finales de 2010: 173.071
- Presupuesto de la temporada: 380 millones de euros.[3]

### Fútbol
- Plantilla:

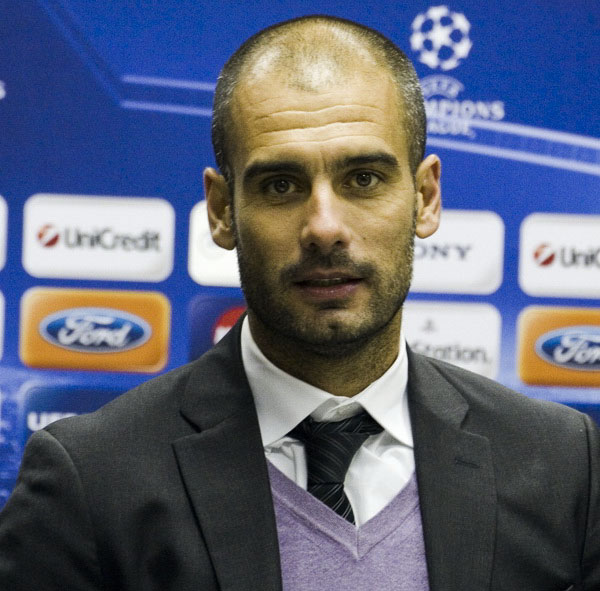
Josep Guardiola.

- Entrenador: Josep Guardiola  (desde el 8 de mayo de 2008).
- Bajas (10): Yaya Touré (Manchester City), Dmitro Chigrinski (Shakhtar Donetsk), Thierry Henry (New York Red Bulls), Rafael Márquez (New York Red Bulls), Keirrison (cedido), Henrique (cedido), Zlatan Ibrahimović (cedido), Martín Cáceres, (cedido), Aliaksandr Hleb, (cedido), Víctor Sánchez, (cedido).
- Altas (3): David Villa (Valencia CF), Adriano (Sevilla FC), Javier Mascherano (Liverpool FC).
- Plantilla: Víctor Valdés, Daniel Alves, Gerard Piqué, Carles Puyol, Xavi Hernández, David Villa, Andrés Iniesta, Lionel Messi, Bojan Krkić, José Manuel Pinto, Seydou Keita, Sergio Busquets, Javier Mascherano, Pedro Rodríguez, Gabriel Milito, Maxwell Scherrer, Jeffrén Suárez, Adriano Correia, Éric Abidal.

- Títulos:

3 (Supercopa de España, Liga de Fútbol (2010-2011), Liga de Campeones (2010-2011))
- Competiciones nacionales:

El Fútbol Club Barcelona se impone al Sevilla F. C. por un global de 5 a 3 (1-3 en Sevilla y 4-0 en Barcelona) en la Supercopa de España.
El 20 de abril de 2011 el Real Madrid vence en la final de Copa del Rey al Barcelona por 1-0.
El 11 de mayo de 2011 el Fútbol Club Barcelona consigue el punto que necesitaba matemáticamente para proclamarse campeón de liga por tercer año consecutivo.
- Competiciones internacionales:

El 28 de mayo de 2011 el Barça gana la final de la Liga de Campeones al Manchester United por 3 a 1, consiguiendo su cuarta orejona.

### Secciones
- El equipo de baloncesto.

- Títulos:

3 (Supercopa de España, Copa del Rey, Liga ACB 2010-11)
El Fútbol Club Barcelona gana la Supercopa de España de Baloncesto disputada en el pabellón Fernando Buesa Arena durante los días 24 y 25 de septiembre de 2010. Venció en la semifinal al Real Madrid (89-55) y en la final al Power Electronics Valencia (83-63).
El 13 de febrero de 2011 el equipo de baloncesto gana la final de la Copa del Rey frente al Real Madrid 68 a 60.
Después de quedar clasificado en primera posición en la fase regular de la Liga ACB 2010-11, el Regal Barça se proclama campeón de la competición el 14 de junio tras ganar al Bizkaia Bilbao Basket por un global de 3-0.
En la Euroliga el equipo cae en semifinales ante el Panathinaikos BC 1-3.
- El equipo de balonmano.

- Títulos:

2 (Liga de Campeones de la EHF 2010-11, Liga Asobal)
El Fútbol Club Barcelona pierde la Supercopa de Balonmano frente al Club Balonmano Ciudad Real 29-28.
El 14 de mayo de 2011 se proclama campeón de la Liga Asobal.
El equipo se proclama vencedor de la final a cuatro de la Liga de Campeones disputada los días 28 y 29 de mayo.
- El equipo de hockey sobre patines.

El Fútbol Club Barcelona pierde la Supercopa de España frente al Roncato Patí Vic por un resultado global de 5-6 (2-5 y 0-4).
- El equipo de fútbol sala.
- Títulos: 3

El equipo de fútbol sala culmina una temporada completa ganando la Copa de España en la final frente a ElPozo Murcia por 3 a 2, la Copa del Rey y la Liga Nacional de Fútbol Sala de España.
- El equipo de hockey sobre patines

El equipo de hockey sobre patines vence en la final 4 a 2 al Reus Deportiu, alzándose con su decimoséptimo título de copa.

## Temporada 2011/12

### El club
- Presidente: Sandro Rosell (segunda temporada).
- Número de socios a finales de 2010: 173.071
- Presupuesto de la temporada: 494 millones de euros.[12]

La directiva del club anuncia a finales de temporada la desaparición de la sección de béisbol por motivos económicos, justo después de conseguir el cuarto título en su historia de la liga nacional.

### Fútbol
- Plantilla:

- Entrenador: Josep Guardiola (desde el 8 de mayo de 2008).
- Bajas (7): Martín Cáceres (Sevilla FC), Víctor Sánchez (Neuchâtel Xamax FC), Henrique (Palmeiras), Bojan Krkić (AS Roma), Jeffrén Suárez (Sporting de Lisboa), Oriol Romeu (Chelsea FC), Gabriel Milito (Independiente).
- Altas (4): Kiko Femenía (Hércules CF), Alexis Sánchez (Udinese Calcio), Cesc Fàbregas (Arsenal FC), Rodri (Sevilla FC)..
- Plantilla: Víctor Valdés, Daniel Alves, Gerard Piqué, Carles Puyol, Xavi Hernández, David Villa, Andrés Iniesta, Lionel Messi, José Manuel Pinto, Seydou Keita, Sergio Busquets, Javier Mascherano, Pedro Rodríguez, Maxwell Scherrer, Adriano Correia, Éric Abidal, Ibrahim Afellay, Alexis Sánchez, Cesc Fàbregas, Andreu Fontàs.

- Títulos:

4 (Supercopa de España, Supercopa de Europa, Copa Mundial de Clubes de la FIFA 2011), Copa del Rey de fútbol 2011-12
- Competiciones nacionales:

El Fútbol Club Barcelona se impone al Real Madrid Club de Fútbol por un global de 5 a 4 (2-2 en Madrid y 3-2 en Barcelona) en la Supercopa de España. Con este trofeo son diez los títulos conseguidos en esta competición.
En la liga quedó en segunda posición detrás del Real Madrid Club de Fútbol claramente superior al ganar esta competición con 100 puntos.
En la copa del rey, el club conquista su vigesimosexto título al vencer al Athletic Club por 0-3 con goles de Pedro (2) y Messi (1), con el que Pep Guardiola termina su etapa de entrenador del primer equipo, con un saldo de catorce títulos en cuatro años.
- Competiciones internacionales:

El Fútbol Club Barcelona consigue la Supercopa de Europa al vencer 2-0 al Oporto obteniendo el segundo título oficial de la temporada 2011-2012.
En la Copa Mundial de Clubes de la FIFA 2011, el club catalán se proclamó campeón tras vencer al Santos brasileño 4-0 en la final.

### Secciones
- El equipo de baloncesto.

- Títulos:2

El Fútbol Club Barcelona gana la Supercopa de España de Baloncesto disputada en el pabellón Bilbao Arena durante los días 29 de septiembre y 1 de octubre de 2011. Venció en la semifinal al Real Madrid (74-70) y en la final al Caja Laboral (82-73), consiguiendo su cuarto título en esta competición.
En la final de la Copa del rey de Baloncesto jugada el 19 de febrero de 2012 pierde ante el Real Madrid (74-91) por lo que el equipo madrileño adelanta en títulos al club catalán (23-22).
El club vence la final a cinco de la Liga ACB 2011-12 el 16 de junio de 2012, al superar al Real Madrid en el último partido por 73-69.
- El equipo de fútbol sala

- Títulos:3

El equipo de fútbol sala pierde la Supercopa de España ante el Inter Fútbol Sala por 3 a 4.
El 11 de marzo de 2012, el equipo de fútbol sala se proclama por segundo año consecutivo, campeón de la Copa de España de fútbol sala al vencer al Autos Lobelle de Santiago Fútbol Sala en la final por 5-3.
El Fútbol Club Barcelona Alusport logra su primera Copa de Europa de fútbol sala el 29 de abril de 2012 al imponerse al Dinamo de Moscú (1-3) en la final disputada en el Pabellón ‘Barris Nord’ de Lérida.
El día 25 de junio consigue su segunda liga consecutiva al vencer a ElPozo Murcia en el definitivo quinto partido de la serie final.
- El equipo de balonmano

El equipo de balonmano pierde la final de la Supercopa de España ante el Atlético de Madrid.
El 11 de marzo de 2012 pierde la final de la Copa del Rey de Balonmano frente al mismo equipo por 31-37.
- El equipo de hockey sobre patines

- Títulos:1

El equipo de hockey sobre patines vence en la final 3 a 2 al Club Esportiu Noia, alzándose con su decimonoveno título de copa.
- El equipo de béisbol

- Títulos:1

El equipo de béisbol consigue su cuarto título nacional de la liga nacional

## Temporada 2012/13

### El club
- Presidente: Sandro Rosell (tercera temporada).
- Número de socios: 170.000
- Presupuesto de la temporada: 470 millones de euros.[12]

### Fútbol
- Plantilla:

- Entrenador: Tito Vilanova (primera temporada).
- Bajas (4): Maxwell Scherrer, Seydou Keita, Ibrahim Afellay (cedido), Isaac Cuenca (cedido).
- Altas (2): Jordi Alba, Alexandre Song.
- Plantilla: Víctor Valdés, Daniel Alves, Gerard Piqué, Cesc Fàbregas, Carles Puyol, Xavi Hernández, David Villa, Andrés Iniesta, Alexis Sánchez, Lionel Messi, Thiago Alcántara, José Manuel Pinto, Javier Mascherano, Marc Bartra, Sergio Busquets, Pedro Rodríguez, Jordi Alba, Alex Song, Adriano Correia, Éric Abidal, Andreu Fontàs, Marc Muniesa, Jonathan dos Santos, Martín Montoya, Alexandre Song.

- Títulos:

1 (Liga)
El Barça deja escapar su primera opción de título de la temporada 2012-2013 al perder en el global de la eliminatoria de la Supercopa de España por el mayor valor de los goles en campo contrario. El 25 de agosto el Barcelona ganó 3-2 al Real Madrid en el Camp Nou mientras que el 29 de agosto el Real Madrid venció 2-1 en el Estadio Santiago Bernabéu.
En la Copa del Rey, el equipo es eliminado en semifinales por el Real Madrid por un resultado global de 4-2.
El FC Barcelona se proclamó campeón de la Liga a falta de cuatro jornadas para terminar la competición, el 11 de mayo, gracias al empate del Real Madrid ante el RCD Español, consiguiendo así su vigésimo segundo título liguero. También el primer equipo femenino logró proclamarse campeón.

### Secciones
- El equipo de baloncesto.

- Títulos: 1 (Copa del Rey)

El club vence en la final de la Copa del Rey de baloncesto 2013 frente al Valencia Basket (85-69), consiguiendo su vigésimo tercero trofeo en esta competición.
El equipo de baloncesto pierde la final de la Supercopa ACB 2012 frente al Real Madrid de Baloncesto (84-95) después de haber eliminado al Valencia Basket (77-63) en la semifinal de la competición.
En la Liga ACB 2012-13, el equipo cayó ante el Real Madrid en la fase final 3-2.
- El equipo de balonmano.

- Títulos: 3 (Supercopa de España de Balonmano, Copa ASOBAL 2012, Liga ASOBAL 2012-13).

El Fútbol Club Barcelona vence en la Supercopa de España de Balonmano 2012 al Club Balonmano Atlético de Madrid 31-34 en cancha del adversario, consiguiendo el primer título de esta temporada y el decimoquinto en esta competición.
Tres meses después, el equipo catalán vence de nuevo al Atlético de Madrid en la final de la Copa ASOBAL 2012 32-24, consiguiendo su octavo título en esta competición.
El club conquista la Liga ASOBAL 2012-13
- El equipo de fútbol sala.

- Títulos: 1 (Liga)

Esta temporada el equipo conquistó la Liga por tercer año consecutivo.

## Temporada 2013/14

### El club
- Presidente: Sandro Rosell (cuarta temporada). Desde 2014 Josep Maria Bartomeu (primera temporada).[30]
- Número de socios: 169.318[31]
- Presupuesto de la temporada: 508,5 millones de euros[32]

### Fútbol
- Plantilla:

- Entrenador: Gerardo Martino (primera temporada).
- Bajas (6): David Villa, Thiago Alcántara, Marc Muniesa, Andreu Fontàs, Éric Abidal, Bojan Krkić (cedido).
- Altas (1): Neymar.
- Plantilla: Víctor Valdés, Martín Montoya, Gerard Piqué, Cesc Fàbregas, Carles Puyol, Xavi Hernández, Pedro Rodríguez, Andrés Iniesta, Alexis Sánchez, Lionel Messi, Neymar, Jonathan dos Santos, José Manuel Pinto, Javier Mascherano, Marc Bartra, Sergio Busquets, Alexandre Song, Jordi Alba, Ibrahim Afellay, Cristian Tello, Adriano Correia, Daniel Alves, Isaac Cuenca, Sergi Roberto, Oier Olazábal.

- Títulos:

1 (Supercopa de España)
El Barça conquista la Supercopa de España al vencer en el cómputo global por doble valor de goles en campo contrario, tras empatar 1-1 contra el Atlético de Madrid en el Vicente Calderón y empatar 0-0 en el Camp Nou. Sería el único título de la temporada tras quedar segundo en el campeonato de Liga, perder la final de la Copa del Rey y ser eliminado de la Liga de Campeones en cuartos.

### Secciones
- El equipo de baloncesto.
- Títulos: 1 (Liga ACB)

El equipo de baloncesto pierde la final de la Supercopa de España de Baloncesto 2013 frente al Real Madrid de Baloncesto (79-83) después de haber eliminado al Saski Baskonia (73-98) en la semifinal de la competición.
La final de la Copa del Rey se salda con una nueva derrota ante el Real Madrid, (76-77).
Después de quedar clasificado en tercera posición en la fase regular de la Liga, el equipo gana su decimoctavo título ante el Real Madrid en la fase final en una serie final de 1-3.
- El equipo de balonmano.
- Títulos (4): Supercopa de España de Balonmano 2013, Liga ASOBAL, Copa ASOBAL y Campeonato Mundial de Clubes de Balonmano.[34]

El Fútbol Club Barcelona vence en la Supercopa de España de Balonmano 2013 al Club Balonmano Ciudad de Logroño 40-31.
En la Copa de Europa de Balonmano el equipo cae en semifinales en la tanda de penaltis ante el SG Flensburg-Handewitt.
- El equipo de fútbol sala.
- Títulos: (2): Copa de la UEFA, Supercopa de España.

El equipo gana la primera Supercopa de España en su historia tras superar al ElPozo Murcia 0-1 y 5-5.
El 26 de abril de 2014 el equipo consigue su segunda Copa de la UEFA frente al Dinamo de Moscú, por 2 a 5 en la prórroga.
En la Liga cae en semifinales ante el ElPozo Murcia.
- El equipo de Hockey sobre patines
- Títulos: (3): Liga Europea de hockey sobre patines, OK Liga y Supercopa de España.

El 4 de mayo se proclamó campeón de la Liga Europea de hockey sobre patines al vencer en la final al Oporto por 1 a 3.

## Temporada 2014/15

### El club
- Presidente: Josep Maria Bartomeu (segunda temporada).
- Número de socios: 153.458[1]
- Presupuesto de la temporada: 539,2 millones de euros[40]

### Fútbol
- Plantilla:

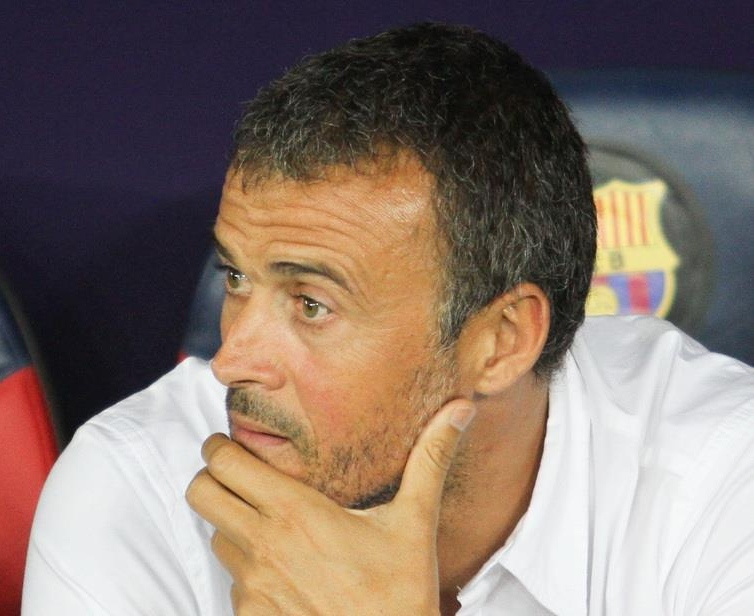
Luis Enrique, técnico entre el 2014 y 2017, guio al equipo a su segundo triplete y ganó 9 títulos, incluyendo 1 Liga de Campeones, 1 Mundial de Clubes y 1 Supercopa de Europa

- Entrenador: Luis Enrique (primera temporada).
- Bajas (13): Víctor Valdés, Carles Puyol, José Manuel Pinto, Cesc Fàbregas, Jonathan dos Santos, Isaac Cuenca, Alexis Sánchez, Oier Olazábal, Bojan Krkić, Cristian Tello (cedido), Ibrahim Afellay (cedido), Gerard Deulofeu (cedido), Alex Song (cedido).
- Altas (10): Marc-André ter Stegen, Gerard Deulofeu, Rafinha Alcántara, Jordi Masip, Ivan Rakitić, Claudio Bravo, Luis Alberto Suárez, Jérémy Mathieu, Thomas Vermaelen, Douglas.
- Plantilla: Marc-André ter Stegen, Martín Montoya, Gerard Piqué, Ivan Rakitić, Sergio Busquets, Xavi Hernández, Pedro Rodríguez, Andrés Iniesta, Luis Suárez, Lionel Messi, Neymar, Rafinha Alcántara, Claudio Bravo, Javier Mascherano, Marc Bartra, Douglas, Jordi Alba, Sergi Roberto, Adriano Correia, Daniel Alves, Thomas Vermaelen, Jérémy Mathieu, Jordi Masip.

- Títulos:
- 3 (Liga), Copa del Rey, Liga de Campeones (2014-2015)

El equipo gana su 23 Liga española, el primer título a las órdenes de Luis Enrique.
En la final ante el Athletic Club, el barça se proclama campeón de la Copa del Rey al vencer 1-3.
El 6 de junio el equipo logra su 5ª Liga de Campeones al vencer en la final a la Juventus de Turín 1-3.

### Secciones
- El equipo de baloncesto.
- Títulos:

El equipo azulgrana perdió su primer título de la temporada, la Supercopa de España frente al Real Madrid por 99 a 78.
En la Copa del Rey cayeron nuevamente ante el Real Madrid en la final por 71-77.
- El equipo de balonmano.
- Títulos : (4) Supercopa de Cataluña de Balonmano, Supercopa de España de Balonmano, Campeonato Mundial de Clubes de Balonmano, Liga de Campeones de la EHF 2014-15.

El equipo vence en la Supercopa de España de Balonmano 2014 al Club Balonmano Granollers 32-28, lo que significa su decimoséptimo título en esta competición.
El equipo consigue el Campeonato Mundial de Clubes de Balonmano por segundo año consecutivo.
El equipo obtiene su novena Liga de Campeones al vencer al MKB Veszprém KC húngaro en la final.
- El equipo de fútbol sala.
- Títulos:

El equipo pierde la final de la Copa LNFS ante el Jaén Fútbol Sala por 6-4.
- El equipo de Hockey sobre patines
- Títulos: (1) Liga de España de Hockey sobre patines

El equipo perdió la Copa Continental frente al Club Esportiu Noia.

## Temporada 2015/16

### El club
- Presidente: Josep Maria Bartomeu (tercera temporada).
- Número de socios: 153.458
- Presupuesto de la temporada:

### Fútbol
- Plantilla:

- Entrenador: Luis Enrique (segunda temporada).
- Bajas (7): Xavi Hernández, Ibrahim Afellay, Gerard Deulofeu, Denis Suárez, Cristian Tello, Martín Montoya, Alex Song (cedido).
- Altas (2): Aleix Vidal, Arda Turan.

- Títulos:3 (Supercopa de Europa), Copa Mundial de Clubes de la FIFA 2015, Liga de Fútbol (2015-2016).

El 14 de mayo de 2016 el Fútbol Club Barcelona consigue la victoria para proclamarse campeón de liga.

## Temporada 2016/17

### El club
- Presidente: Josep Maria Bartomeu (cuarta temporada).
- Número de socios: 153.450
- Presupuesto de la temporada:

### Fútbol
- Plantilla:

- Entrenador: Ernesto Valverde  (desde el 1 de junio de 2017).
- Bajas ():
- Altas ():
- Plantilla:

- Títulos:

- Competiciones nacionales:

- Competiciones internacionales:

### Secciones
- El equipo de baloncesto.

- Títulos:

- El equipo de balonmano.

- Títulos:

- El equipo de hockey sobre patines.

- Títulos:

- El equipo de fútbol sala.

- Títulos:

## Temporada 2017/18

### El club
- Presidente: Josep Maria Bartomeu (quinta temporada).
- Número de socios: 178.030
- Presupuesto de la temporada:

### Fútbol
- Plantilla:

- Entrenador: Ernesto Valverde  (desde el 1 de junio de 2017).
- Bajas ():
- Altas ():
- Plantilla:

- Títulos:

- Competiciones nacionales:

- Competiciones internacionales:

### Secciones
- El equipo de baloncesto.

- Títulos:

- El equipo de balonmano.

- Títulos:

- El equipo de hockey sobre patines.

- Títulos:

- El equipo de fútbol sala.

- Títulos:

## Temporada 2018/19

### El club
- Presidente: Josep Maria Bartomeu (sexta temporada).
- Número de socios: 170.046
- Presupuesto de la temporada: 960 millones de euros[43]

### Fútbol
- Plantilla:

- Entrenador: Ernesto Valverde  (desde el 1 de junio de 2017).
- Bajas ():
- Altas ():
- Plantilla:

- Títulos:

- Competiciones nacionales:

- Competiciones internacionales:

### Secciones
- El equipo de baloncesto.

- Títulos:

- El equipo de balonmano.

- Títulos:

- El equipo de hockey sobre patines.

- Títulos:

- El equipo de fútbol sala.

- Títulos:

## Temporada 2019/20

### El club
- Presidente: Josep Maria Bartomeu (séptima temporada).
- Número de socios: 144.000[44]
- Presupuesto de la temporada:

### Fútbol
- Plantilla:

- Entrenador: Ernesto Valverde  (desde el 1 de junio de 2017 hasta el 11 de enero de 2020). Quique Setién  (desde el 11 de enero hasta el 17 de agosto de 2020).
- Bajas (): Jasper Cillessen, Denis Suárez, Thomas Vermaelen, Douglas, Boateng.
- Altas (4): Neto, Frenkie de Jong, Antoine Griezmann, Junior Firpo.
- Plantilla:

- Títulos: 2 (Liga, Supercopa de España)

- Competiciones nacionales:

- Competiciones internacionales:

### Secciones
- El equipo de baloncesto.

- Títulos:

- El equipo de balonmano.

- Títulos:

- El equipo de hockey sobre patines.

- Títulos:

- El equipo de fútbol sala.

- Títulos: